# LNB Pro A 2001-02
La LNB Pro A 2001-2002 fue la edición número 80 de la Pro A, la máxima competición de baloncesto de Francia. La temporada regular comenzó el 6 de octubre de 2001 y acabó el 22 de junio de 2002. Los ocho mejor clasificados accederían a los playoffs, mientras que el Montpellier Paillade Basket y el Olympique d'Antibes descendendieron a la Pro B.
El campeón sería por decimosexta vez en su historia el ASVEL tras derrotar al ÉB Pau-Orthez en la final en dos partidos.

## Equipos 2001-02
| Equipo                      | Ciudad              | Pabellón                                    | Capacidad |
| --------------------------- | ------------------- | ------------------------------------------- | --------- |
| Olympique d'Antibes         | Antibes             | Salle Jean-Bunoz                            | 5000      |
| JL Bourg-en-Bresse          | Bourg-en-Bresse     | Salle des Sports                            | 2300      |
| ÉS Chalon-sur-Saône         | Chalon-sur-Saône    | Le Colisée                                  | 4070      |
| Cholet Basket               | Cholet              | La Meilleraie                               | 5191      |
| JDA Dijon                   | Dijon               | Palais des Sports Jean-Michel Geoffroy      | 4600      |
| BCM Gravelines Dunkerque    | Gravelines          | Sportica                                    | 3500      |
| Hyères Toulon Var Basket    | Hyères – Toulon     | Palais des Sports de Toulon Espace 3000     | 4700 2200 |
| STB Le Havre                | Le Havre            | Salle des Docks Océane                      | 3598      |
| Le Mans Sarthe Basket       | Le Mans             | Antarès                                     | 6003      |
| CSP Limoges                 | Limoges             | Palais des sports de Beaublanc              | 5516      |
| ASVEL Basket                | Lyon – Villeurbanne | Astroballe                                  | 5643      |
| Montpellier Paillade Basket | Montpellier         | Palacio de los Deportes Pierre de Coubertin | 4003      |
| SLUC Nancy Basket           | Nancy               | Palais des Sports Jean Weille               | 6027      |
| Paris Basket Racing         | París               | Stade Pierre-de-Coubertin                   | 4200      |
| Élan Béarnais Pau-Orthez    | Pau-Orthez          | Palais des Sports de Pau                    | 7813      |
| Strasbourg IG               | Strasbourg          | Rhénus Sport                                | 6200      |

## Resultados

### Temporada regular
|     | Equipo                      | J  | G  | P  | PF   | PC   | Pts | Clasificación       |
| --- | --------------------------- | -- | -- | -- | ---- | ---- | --- | ------------------- |
| 1.  | Élan Béarnais Pau-Orthez    | 30 | 24 | 6  | 2578 | 2236 | 54  | playoff             |
| 2.  | ASVEL Basket                | 30 | 23 | 7  | 2409 | 2236 | 53  | playoff             |
| 3.  | Cholet Basket               | 30 | 21 | 9  | 2620 | 2480 | 51  | playoff             |
| 4.  | ÉS Chalon-sur-Saône         | 30 | 20 | 10 | 2255 | 2064 | 50  | playoff             |
| 5.  | BCM Gravelines Dunkerque    | 30 | 19 | 11 | 2591 | 2493 | 49  | playoff             |
| 6.  | JDA Dijon                   | 30 | 18 | 12 | 2345 | 2279 | 48  | playoff             |
| 7.  | Le Mans Sarthe Basket       | 30 | 18 | 12 | 2574 | 2532 | 48  | playoff             |
| 8.  | SLUC Nancy Basket           | 30 | 18 | 12 | 2589 | 2474 | 48  | playoff             |
| 9.  | Strasbourg IG               | 30 | 16 | 14 | 2507 | 2461 | 46  |                     |
| 10. | Paris Basket Racing         | 30 | 16 | 14 | 2299 | 2249 | 46  |                     |
| 11. | CSP Limoges                 | 30 | 10 | 20 | 2280 | 2456 | 40  |                     |
| 12. | Hyères Toulon Var Basket    | 30 | 8  | 22 | 2348 | 2625 | 38  |                     |
| 13. | Montpellier Paillade Basket | 30 | 8  | 22 | 2210 | 2345 | 38  |                     |
| 14. | Olympique d'Antibes         | 30 | 7  | 23 | 2246 | 2438 | 37  |                     |
| 15. | JL Bourg-en-Bresse          | 30 | 7  | 23 | 2235 | 2467 | 37  | Promoción ProA/ProB |
| 16. | STB Le Havre                | 30 | 7  | 23 | 2250 | 2501 | 37  | Desciende a Pro B   |

## Playoff
|  | Cuartos de final | Cuartos de final         | Cuartos de final |                     |    | Semifinales              | Semifinales | Semifinales |  |    | Final                    | Final | Final |  |
|  |                  |                          |                  |                     |    |                          |             |             |  |    |                          |       |       |  |
|  |                  |                          |                  |                     |    |                          |             |             |  |    |                          |       |       |  |
|  | 1.               | Élan Béarnais Pau-Orthez | 2                |                     |    |                          |             |             |  |    |                          |       |       |  |
|  | 1.               | Élan Béarnais Pau-Orthez | 2                |                     |    |                          |             |             |  |    |                          |       |       |  |
|  | 8.               | SLUC Nancy Basket        | 0                |                     |    |                          |             |             |  |    |                          |       |       |  |
|  | 8.               | SLUC Nancy Basket        | 0                |                     | 1. | Élan Béarnais Pau-Orthez | 2           |             |  |    |                          |       |       |  |
|  |                  |                          |                  |                     | 1. | Élan Béarnais Pau-Orthez | 2           |             |  |    |                          |       |       |  |
|  |                  |                          | 4.               | ÉS Chalon-sur-Saône | 0  |                          |             |             |  |    |                          |       |       |  |
|  | 4.               | ÉS Chalon-sur-Saône      | 4.               | ÉS Chalon-sur-Saône | 0  | 2                        |             |             |  |    |                          |       |       |  |
|  | 4.               | ÉS Chalon-sur-Saône      |                  |                     |    |                          |             |             |  |    |                          |       |       |  |
|  | 5.               | BCM Gravelines Dunkerque | 1                |                     |    |                          |             |             |  |    |                          |       |       |  |
|  | 5.               | BCM Gravelines Dunkerque | 1                |                     |    |                          |             |             |  | 1. | Élan Béarnais Pau-Orthez | 0     |       |  |
|  |                  |                          |                  |                     |    |                          |             |             |  | 1. | Élan Béarnais Pau-Orthez | 0     |       |  |
|  |                  |                          | 2.               | ASVEL Basket        | 2  |                          |             |             |  |    |                          |       |       |  |
|  | 2.               | ASVEL Basket             | 2.               | ASVEL Basket        | 2  | 2                        |             |             |  |    |                          |       |       |  |
|  | 2.               | ASVEL Basket             |                  |                     |    |                          |             |             |  |    |                          |       |       |  |
|  | 7.               | Le Mans Sarthe Basket    | 1                |                     |    |                          |             |             |  |    |                          |       |       |  |
|  | 7.               | Le Mans Sarthe Basket    | 1                |                     | 2. | ASVEL Basket             | 2           |             |  |    |                          |       |       |  |
|  |                  |                          |                  |                     | 2. | ASVEL Basket             | 2           |             |  |    |                          |       |       |  |
|  |                  |                          | 3.               | Cholet Basket       | 0  |                          |             |             |  |    |                          |       |       |  |
|  | 3.               | Cholet Basket            | 3.               | Cholet Basket       | 0  | 2                        |             |             |  |    |                          |       |       |  |
|  | 3.               | Cholet Basket            |                  |                     |    |                          |             |             |  |    |                          |       |       |  |
|  | 6.               | JDA Dijon                | 0                |                     |    |                          |             |             |  |    |                          |       |       |  |
|  | 6.               | JDA Dijon                | 0                |                     |    |                          |             |             |  |    |                          |       |       |  |
|  |                  |                          |                  |                     |    |                          |             |             |  |    |                          |       |       |  |

## Premios de la LNB
MVP de la temporada regular
- MVP extranjero :  Roger Esteller (Élan Béarnais Pau-Orthez)
- MVP francés :  Cyril Julian (SLUC Nancy)

Mejor jugador joven
- Boris Diaw (Élan Béarnais Pau-Orthez)

Mejor defensor
- Florent Piétrus (Élan Béarnais Pau-Orthez)

Mejor entrenador
- Savo Vučević (Cholet Basket)
- Duško Ivanović (CSP Limoges)